# وزارة الزراعة والري والثروة السمكية (اليمن)
وزارة الزراعة والري والثروة السمكية، هي وزارة يمنية تأسست بعد دمج كلٍّ من وزارة الزراعة والري ووزارة الثروة السمكية في 18 ديسمبر 2020، وتهدف الوزارة  إلى تنفيذ السياسة العامة للدولة في مجال الزراعة والموارد المائية وإلى تنمية الثروة السمكية وحمايتها وتشجيع وترشيد استثمارها واستغلالها ورفع مستوى إنتاجها وتعميرها بما يكفل زيادة الدخل القومي ودعم الاقتصاد الوطني.

## المهام الاختصاصات
تتولى وزارة الزراعة والري والثروة السمكية المهام والاختصاصات الآتية:
1. اقتراح السياسات ووضع الخطط والبرامج والمشاريع في مجالات الإنتاج الزراعي والتنمية الريفية واستغلال الموارد المائية ووسائل تنفيذها ومتابعة الاتجاهات والبرامج التي تقرها الدولة في هذه المجالات ومراجعة وتقييم مستوى ٌٌٌٌٌإنجازها.
2. اقتراح التشريعات التي تنظم القطاع الزراعي وإعداد ومتابعة إقرار كافة الأنظمة والقوانين واللوائح المتعلقة بنشاط الوزارة ومتابعة تنفيذ القوانين والنظم الأخرى النافذة.
3. اقتراح السياسات والتشريعات المائية والمساهمة في إعداد الدراسات المائية ووضع الخطط والبرامج المتعلقة باستغلال وإدارة مصادر المياه وحمايتها وتطويرها وترشيد استخداماتها بما يحقق تغطية متطلبات النمو السكاني والزراعي والصناعي بالتنسيق مع الجهات ذات العلاقة.
4. العمل على تشجيع وتنمية الأشكال الاقتصادية المختلفة في القطاع الزراعي وتشجيع القطاع الخاص والاقتصاد المنزلي من خلال إيجاد التسهيلات والامتيازات وتقديم الدعم المناسب لها.
5. العمل على تشجيع وتنظيم الاستثمار في القطاع الزراعي والحيواني بكافة أشكاله وتقديم التسهيلات اللازمة لذلك.
6. العمل على تلبية حاجة المواطنين من المنتجات الزراعية وتوفير الخامات الزراعية للصناعة وزيادة الصادرات وفقًا للأولويات والإمكانيات المتاحة.
7. إعداد الدراسات الفنية والتصاميم ودراسات الجدوى الاقتصادية والفنية للمشاريع الزراعية والإشراف على مراحل الإعداد والتنفيذ.
8. وضع السياسات التسويقية والتخزينية والمشاركة في اقتراح الأسعار للمنتجات الزراعية.
9. تقدير احتياجات القطاع الزراعي من المستلزمات والمدخلات الزراعية ومتابعة توفيرها بالتنسيق مع الجهات ذات العلاقة.
10. اقتراح وبحث الوسائل الكفيلة باستغلال الأراضي الزراعية والعمل على استثمارها وتشجيع إقامة الجمعيات التعاونية الزراعية وتوفير الدعم والتسهيلات لها وذلك حسب الإمكانيات المتاحة بالتنسيق مع الجهات ذات العلاقة.
11. إقامة المختبرات والمعامل ومحطات التجارب لتطوير البحوث الزراعية والأجهزة التي تخدم الإنتاج الزراعي والعمل على تعميم نتائجها عبر الأجهزة المختصة بهدف تطوير الإنتاج كمًا ونوعًا والعمل على حمايته من الآفات والأمراض والأوبئة والحد من انتشارها وتقليل الفواقد منها.
12. توفير الإمكانيات والتسهيلات اللازمة لإنشاء شبكة متكاملة للمشاتل وخدمات الإكثار للبذور والتقاوى وتقديم الدعم والمشورة الفنية للمنتجين في إكثار الشتلات في المشاتل الخاصة.
13. وضع خطط متكاملة للإرشاد الزراعي تكفل تنمية مهارات المزارعين ومربي الماشية وتحسين أدائهم وتطوير وسائل إنتاجهم.
14. التوجيه والإشراف على إدارة وتشغيل المزارع الحكومية ومحطات التأجير وورش الصيانة والهيئات والمؤسسات الحكومية التابعة للوزارة وفقًا للقوانين والقرارات المنظمة لها.
15. استصلاح وتسوية الأراضي الزراعية ووقايتها من السيول والعوامل الطبيعية.
16. حصر وتصنيف الأراضي الزراعية والقيام بالمسوحات الطبوغرافية ووضع الخرائط المختلفة لها بهدف الحفاظ على خصوبتها ورفع إنتاجيتها والاستخدام الأفضل لها وحمايتها من عوامل التعرية والتصحر.
17. إنشاء وتشغيل وصيانة منشآت الري الرئيسية وتقديم المشورة الفنية حول تشغيل وصيانة المنشات الفرعية.
18. العمل على إدخال وتعميم استخدام الآلات والمعدات الزراعية الحديثة بهدف زيادة الإنتاج وخفض التكاليف.
19. إقامة الغابات والمراعي والعمل على حمايتها وتنميتها بما يضمن حماية البيئة من التصحر وتنمية الثروة الحيوانية.
20. المشاركة في إعداد الكادر الفني والتخصصي الزراعي والمساعدة في وضع الخطط وبرامج ومناهج التعليم الفني الزراعي والإشراف على المعاهد والمراكز التدريبية الزراعية التابعة للوزارة.
21. إقامة وتعزيز العلاقات مع الوزارات المماثلة في البلدان العربية والأجنبية وتمثيل الجمهورية في مجال الزراعة والموارد المائية لدى الهيئات والمنظمات الدولية والمشاركة في المؤتمرات والندوات واللجان المتخصصة.
22. عقد اتفاقيات المشاريع الزراعية المقرة مع الدول الشقيقة والصديقة والمنظمات والصناديق العربية والدولية بعد موافقة السلطة المختصة والجهات ذات العلاقة ومتابعة تنفيذها.
23. اقتراح السياسات والخطط والبرامج التي تستهدف تنمية الثروة السمكية والمحافظة عليها وإعداد الخطط والبرامج لتنفيذها في نطاق سياسة الدولة والخطط التنموية والقوانين النافذة.
24. إجراء الأبحاث والدراسات الفنية والتطبيقية والميدانية الهادفة إلى تنمية الثروة السمكية والعمل على تنفيذ ما تسفر عنه النتائج البحثية.
25. اعداد وتنفيذ الخطط المتعلقة بالإرشاد السمكي التي تكفل تنمية مهارات الصيادين وتحسين أدائهم وتطوير وسائل إنتاجهم ومعرفتهم وتقديم الخدمات والتسهيلات لرفع مستوى معيشتهم.
26. اقتراح مشاريع القوانين التي تهدف إلى تنظيم وتطوير الثروة السمكية ومتابعة إقرارها وتنفيذها.
27. الأشراف على المؤسسات والفروع والمكاتب التابعة للوزارة والتنسيق فيما بينها ومتابعة وتقويم نشاطها.
28. تنظيم وتشجيع الاستثمار في القطاع السمكي وتقديم التسهيلات اللازمة في ضوء السياسة العامة للدولة وإمكانياتها.
29. اعداد السياسات التسويقية والتخزينية وتقدير الاحتياجات من المستلزمات والمشاركة في اقتراح الأسعار للمنتجات.
30. اقتراح بحث الوسائل الكفيلة باستغلال الثروة السمكية والعمل على تقديم الدعم والتسهيلات اللازمة لأعضائها.
31. الحفاظ على مصادر الثروة السمكية وترشيد استغلالها وحمايتها بالتنسيق مع الجهات ذات العلاقة.
32. العمل على توفير احتياجات المواطنين من الإنتاج السمكي وزيادة الصادرات وفقًا للإمكانيات المتاحة.
33. عقد الاتفاقيات الخاصة بالثروة السمكية المقررة مع الدول الشقيقة والصديقة والصناديق العربية والمنظمات الإقليمية من خلال الجهات ذات العلاقة ومتابعة التنفيذ.
34. إقامة وتعزيز العلاقات مع الوزارات المماثلة في البلدان العربية والأجنبية وتمثيل اليمن في مجال الثروة السمكية لدى المنظمات والصناديق والمراكز العربية والإقليمية والدولية والمشاركة في المؤتمرات والندوات واللجان المتخصصة.

## تنظيم الوزارة
يتكون الهيكل العام للوزارة من ديوانها العام وفروعها ومكاتبها وإداراتها في أمانة العاصمة ومحافظات الجمهورية .
- يتبع الوزير مباشرة ما يلي :

1. الهيئات والمؤسسات والشركات التابعة .
2. بنك التسليف الزراعي والتعاوني .
3. المستشارون .
4. مجلس الوزارة .
5. مكتب الوزير .
6. فروع ومكاتب الوزارة في المحافظات .
- يتكون البناء التنظيمي للوزارة من القطاعات والتقسيمات التنظيمية التالية :

 أ- قطاع الإنتاج النباتي والحيواني . ويتكون من الإدارات العامة التالية :
1. الإدارة العامة للإنتاج النباتي .
2. الإدارة العامة للثروة الحيوانية .
3. الإدارة العامة لوقاية النباتات .
4. الإدارة العامة للتسويق الزراعي .
5. الإدارة العامة للغابات والمراعي .
```
ب - قطاع الموارد المائية ويتكون من الإدارات العامة التالية :
```

1. الإدارة العامة للموارد المائية .
2. الإدارة العامة للري وصيانة المنشآت المائية .
```
ج - قطاع الشئون المالية و الإدارية: ويتكون من الإدارات العامة التالية :
```

1. الإدارة العامة لشئون الموظفين والتدريب .
2. الإدارة العامة للشئون المالية .
3. الإدارة العامة للسكرتارية والخدمات الإدارية .
```
د - الإدارات العامة التالية :
```

1. الإدارة العامة للتخطيط والمتابعة.
2. الإدارة العامة للشئون القانونية .
3. الإدارة العامة للإحصاء والتوثيق الزراعي.
4. الإدارة العامة للعلاقات والأعلام الزراعي.
5. الإدارة العامة لشئون الهيئات والمؤسسات.
- يرأس كل قطاع وكيل وزارة وكل إدارة عامة مدير عام .
- يصدر بقرار من الوزير التقسيمات التنظيمية الفرعية للإدارات العامة ، وبعد موافقة وزارة الخدمة المدينة والإصلاح الإداري .
- يحدد المستوى التنظيمي لمكتب الوزير بإدارة عامة ويصدر بتحديد اختصاصاته ومهامه قرار من الوزير .[3]